# باولو دومينكو فينوليا

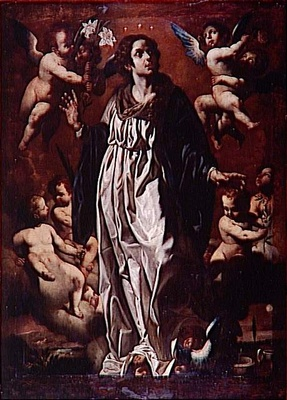
لوحة "مفهوم البراءة" أشهر لوحاته

باولو دومينكو فينوليا Paolo Domenico Finoglia (ولد حوالي 1590 – 1645) رسام إيطالي، في فترة بدايات عصر الباروك، وعاش معظم حياته في جنوب  إيطاليا، ونابولي وإقليم أبوليا. 
ولد في أورتا دا أتيلا قرب بابولي، لكن كان يوقع أعماله أحياناً باسم «نيابوليتانوس» Neapolitanus أي المنتمي إلى نابولي. تعلم الرسم علي يد إيبوليتو بورغيزي، لكنه أخذ أسلوبه من باتيستيلو كاراتشولو، وهو قريب الشبه من أسلوب كارافاجيو. 
من أشهر لوحاته «مفهوم البراءة» عام 1620 الموجودة حاليا في قصر الفنون الجميلة في مدينة ليل الفرنسية.